# كورسيكا (داكوتا الجنوبية)
كورسيكا (بالإنجليزية: Corsica, South Dakota)‏ هي مدينة تقع في الولايات المتحدة في مقاطعة دوغلاس. يقدر عدد سكانها بـ 592 نسمة ومساحتها 2.20 كم2 وترتفع عن سطح البحر 476 متر.

## التركيبة السكانية
قام مكتب تعداد الولايات المتحدة بتحديد بيانات التركيبة السكانية لكورسيكا في تعداد الولايات المتحدة. في ما يلي، التركيبة السكانية حسب تعدادي 2000 و2010.

### تعداد عام 2000
بلغ عدد سكان كورسيكا 644 نسمة بحسب تعداد عام 2000، وبلغ عدد الأسر 259 أسرة وعدد العائلات 163 عائلة مقيمة في المدينة. في حين سجلت الكثافة السكانية 967.4 نسمة لكل ميل مربع (373.5/كم2). وبلغ عدد الوحدات السكنية 271 وحدة بمتوسط كثافة قدره 407.1 نسمة لكل ميل مربع (157.2/كم2).
وتوزع التركيب العرقي للمدينة بنسبة 99.07% من البيض و 0.31% من الأمريكيين الأصليين و 0.31% من الأمريكيين الأفارقة و 0.31% من عرقين مختلطين أو أكثر.
بلغ عدد الأسر 259 أسرة كانت نسبة 27.0% منها لديها أطفال تحت سن الثامنة عشر تعيش معهم، وبلغت نسبة الأزواج القاطنين مع بعضهم البعض 56.8% من أصل المجموع الكلي للأسر، ونسبة 5.0% من الأسر كان لديها معيلات من الإناث دون وجود شريك، وكانت نسبة 36.7% من غير العائلات. تألفت نسبة 35.1% من أصل جميع الأسر من أفراد ونسبة 23.9% كانوا يعيش معهم شخص وحيد يبلغ من العمر 65 عاماً فما فوق. وبلغ متوسط حجم الأسرة المعيشية 2.91، أما متوسط حجم العائلات فبلغ 2.24.
بلغ العمر الوسطي للسكان 48 عاماً. وكانت نسبة 22.2% من القاطنين تحت سن الثامنة عشر، وكانت نسبة 5.4% بين الثامنة عشر والأربعة وعشرون عاماً، ونسبة 17.9% كانت واقعةً في الفئة العمرية ما بين الخامسة والعشرون حتى والأربعة وأربعون عاماً، ونسبة 20.8% كانت ما بين الخامسة والأربعون حتى الرابعة والستون، ونسبة 33.7% كانت ضمن فئة الخامسة والستون عاماً فما فوق. يوجد لكل 100 أنثى 77.4 ذكر، ويوجد لكل 100 أنثى في الثامنة عشر من عمرها فما فوق 74.6 ذكر.
بلغ متوسط دخل الأسرة في المدينة 27,589 دولار، أما متوسط دخل العائلة فبلغ 34,531 دولار. وكان متوسط دخل الذكور 26,136 دولار مقابل 18,333 دولار للإناث. وسجل دخل الفرد الخاص بالمدينة 13,370 دولار. وكانت نسبة 7.3% من العائلات ونسبة 9.4% من السكان تحت خط الفقر، وكان من هؤلاء نسبة 8.6% تحت سن الثامنة عشر ونسبة 16.7% في الخامسة والستين من العمر وما فوق.

### تعداد عام 2010
بلغ عدد سكان كورسيكا 592 نسمة بحسب تعداد عام 2010، وبلغ عدد الأسر 245 أسرة وعدد العائلات 153 عائلة مقيمة في المدينة. في حين سجلت الكثافة السكانية 704.8 نسمة لكل ميل مربع (272.1/كم2). وبلغ عدد الوحدات السكنية 286 وحدة بمتوسط كثافة قدره 340.5 لكل ميل مربع (131.5/كم2).
وتوزع التركيب العرقي للمدينة بنسبة 97.6% من البيض و 0.7% من الأمريكيين الأصليين و 0.2% من الأمريكيين ذوي الأصول الآسيوية و 0.2% من الأمريكيين الأفارقة و 1.4% من عرقين مختلطين أو أكثر.
بلغ عدد الأسر 245 أسرة كانت نسبة 23.3% منها لديها أطفال تحت سن الثامنة عشر تعيش معهم، وبلغت نسبة الأزواج القاطنين مع بعضهم البعض 51.4% من أصل المجموع الكلي للأسر، ونسبة 8.6% من الأسر كان لديها معيلات من الإناث دون وجود شريك، بينما كانت نسبة 2.4% من الأسر لديها معيلون من الذكور دون وجود شريكة وكانت نسبة 37.6% من غير العائلات. تألفت نسبة 31.4% من أصل جميع الأسر من أفراد ونسبة 20.4% كانوا يعيش معهم شخص وحيد يبلغ من العمر 65 عاماً فما فوق. وبلغ متوسط حجم الأسرة المعيشية 2.78، أما متوسط حجم العائلات فبلغ 2.20.
بلغ العمر الوسطي للسكان 53 عاماً. وكانت نسبة 19.3% من القاطنين تحت سن الثامنة عشر، وكانت نسبة 6.9% بين الثامنة عشر والأربعة وعشرون عاماً، ونسبة 14.5% كانت واقعةً في الفئة العمرية ما بين الخامسة والعشرون حتى والأربعة وأربعون عاماً، ونسبة 25.5% كانت ما بين الخامسة والأربعون حتى الرابعة والستون، ونسبة 33.8% كانت ضمن فئة الخامسة والستون عاماً فما فوق. وتوزع التركيب الجنسي للسكان بنسبة 47.3% ذكور و52.7% إناث.